# Diálogo de Cooperación Asiática
El Diálogo de Cooperación Asiática (en inglés: Asia Cooperation Dialogue, ACD) es un organismo internacional creado el 18 de junio de 2002 para promover la cooperación asiática a nivel continental y contribuir a integrar organizaciones regionales separadas, tales como la Asociación de Naciones del Sudeste Asiático, la Asociación Sudasiática para la Cooperación Regional, el Consejo de Cooperación para los Estados Árabes del Golfo y la Unión Económica Euroasiática.

## Historia
El objetivo principal del exprimer ministro de Tailandia fue la creación del Diálogo de Cooperación Asiática (DCA) o el precursor de la Unión Asiática. Los Estados miembros del DCA son Pakistán, Kuwait, Catar, Sri Lanka, Turquía, Indonesia, Tailandia, Uzbekistán, China y Japón.
La idea de un Diálogo de Cooperación Asiática fue planteada en la Primera Conferencia Internacional de Partidos Políticos Asiáticos (que tuvo lugar en Manila entre el 17 y el 20 de septiembre de 2000) por Surakiart Sathirathai, entonces líder segundo del ahora desaparecido Partido Thai Rak Thai, en representación del líder de su partido, Thaksin Shinawatra, entonces primer ministro de Tailandia. Se sugirió que Asia, como continente, debía tener su propio foro para discutir asuntos de cooperación panasiática. Posteriormente, la idea del DCA se llevó a cabo formalmente durante la 34.ª Reunión de Ministros de Asuntos Exteriores de la Asociación de Naciones del Sudeste Asiático (ASEAN) en Phuket, que tuvo lugar entre el 20 y el 21 de febrero de 2002.

### Reuniones ministeriales
| Reunión | País         | Año                      |
| ------- | ------------ | ------------------------ |
| 1.ª     | , Cha-am     | 18–19 de junio de 2002   |
| 2.ª     | , Chiang Mai | 21–22 de junio de 2003   |
| 3.ª     | , Qingdao    | 21–22 de junio de 2004   |
| 4.ª     | , Islamabad  | 4–6 de abril de 2005     |
| 5.ª     | , Doha       | 23–24 de mayo de 2006    |
| 6.ª     | , Seoul      | 5–6 de junio de 2007     |
| 7.ª     | , Astana     | 16–17 de octubre de 2008 |
| 8.ª     | , Colombo    | 15–16 de octubre de 2009 |
| 9.ª     | , Teherán    | 8–9 de noviembre de 2010 |
| 10.ª    | , Kuwait     | 10–11 de octubre de 2012 |
| 11.ª    | , Dusambé    | 29 de marzo de 2013      |
| 12.ª    | , Manama     | 26 de noviembre de 2013  |
| 13.ª    | , Riad       | 25 de noviembre de 2014  |
| 14.ª    | , Bangkok    | 9-10 de marzo de 2016    |
| 15.ª    | , Abu Dabi   | 16-17 de enero de 2017   |

### Cumbres
| Cumbre | País      | Año                      |
| ------ | --------- | ------------------------ |
| I      | , Kuwait  | 15-17 de octubre de 2012 |
| II     | , Bangkok | 8-10 de octubre de 2016  |
| III    | , Teherán | 2018                     |

## Estados miembros

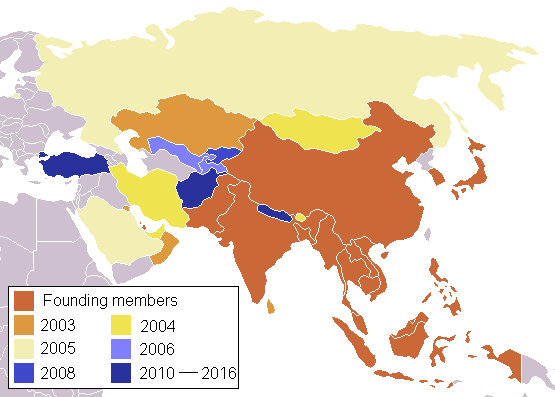
Países fundadores y expansión del Diálogo de Cooperación Asiática.

EL ACD fue fundado por 18 países. Desde marzo de 2016, la organización cuenta con 34 Estados miembros como se muestra en la tabla a continuación. Se indican en cursiva las organizaciones regionales superpuestas.
| Nombre                 | Fecha de incorporación   | Organizaciones regionales        |
| ---------------------- | ------------------------ | -------------------------------- |
| Afganistán             | 17 de octubre de 2012    | ASACR, OCE                       |
| Baréin                 | 18 de junio de 2002      | CCEAG, Liga Árabe                |
| Bangladés              | 18 de junio de 2002      | ASACR, BIMSTEC                   |
| Bután                  | 27 de septiembre de 2004 | ASACR, BIMSTEC                   |
| Brunéi                 | 18 de junio de 2002      | ASEAN                            |
| Camboya                | 18 de junio de 2002      | ASEAN, CMG                       |
| China                  | 18 de junio de 2002      | OCS                              |
| India                  | 18 de junio de 2002      | ASACR, BIMSTEC, CMG, OCS         |
| Indonesia              | 18 de junio de 2002      | ASEAN                            |
| Irán                   | 21 de junio de 2004      | OCE                              |
| Japón                  | 18 de junio de 2002      | —                                |
| Kazajistán             | 21 de junio de 2003      | CEI, OCE, OCS, UEE               |
| Corea del Sur          | 18 de junio de 2002      | —                                |
| Kuwait                 | 21 de junio de 2003      | CCEAG, Liga Árabe                |
| Kirguistán             | 16 de octubre de 2008    | CEI, OCE, OCS, UEE               |
| Laos                   | 18 de junio de 2002      | ASEAN, CMG                       |
| Malasia                | 18 de junio de 2002      | ASEAN                            |
| Mongolia               | 21 de junio de 2004      | —                                |
| Birmania               | 18 de junio de 2002      | ASEAN, BIMSTEC, CMG              |
| Nepal                  | 10 de marzo de 2016      | ASACR, BIMSTEC                   |
| Omán                   | 21 de junio de 2003      | CCEAG, Liga Árabe                |
| Pakistán               | 18 de junio de 2002      | ASACR, OCE, OCS                  |
| Palestina              | 1 de mayo de 2019        | Liga Árabe                       |
| Filipinas              | 18 de junio de 2002      | ASEAN                            |
| Catar                  | 18 de junio de 2002      | CCEAG, Liga Árabe                |
| Rusia                  | 4 de abril de 2005       | CEI, Consejo de Europa, OCS, UEE |
| Arabia Saudita         | 4 de abril de 2005       | CCEAG, Liga Árabe                |
| Singapur               | 18 de junio de 2002      | ASEAN                            |
| Sri Lanka              | 21 de junio de 2003      | ASACR, BIMSTEC                   |
| Tayikistán             | 5 de junio de 2006       | CEI, OCE, OCS                    |
| Tailandia              | 18 de junio de 2002      | ASEAN, BIMSTEC, CMG              |
| Turquía                | 26 de septiembre de 2013 | Consejo de Europa, OCE, OTAN     |
| Emiratos Árabes Unidos | 21 de junio de 2004      | CCEAG, Liga Árabe                |
| Uzbekistán             | 5 de junio de 2006       | CEI, OCE, OCS                    |
| Vietnam                | 18 de junio de 2002      | ASEAN, CMG                       |

1. ↑  Se aceptó finalmente una petición adicional de adscripción en la reunión del DCA del 27 de septiembre de 2004.
2. 1 2 3  País ubicado parcialmente en Europa.
3. ↑  Turquía es candidato a miembro de la Unión Europea desde 1999.